# 江西省高級人民法院
江西省高级人民法院是中華人民共和國江西省的高级人民法院。

## 沿革
该法院于1949年7月1日建立，1955年3月更名为江西省高级人民法院。

## 机构设置
- 审判委员会

### 内设机构
- 立案庭
- 刑事审判第一庭
- 刑事审判第二庭
- 民事审判第一庭
- 民事审判第二庭
- 民事审判第三庭
- 民事审判第四庭
- 行政审判庭（国家赔偿委员会办公室）
- 审判監督庭
- 執行局
- 辦公室
- 組織人事處
- 法官教育管理處
- 研究室
- 司法警察總隊
- 宣傳處
- 司法技術處
- 司法行政裝備管理處
- 機關黨委
- 老幹部處
- 紀檢組（監察室）

### 事业单位
- 機關後勤服務中心
- 江西省法官培訓學院

## 历任领导
院长
1. 蔺庭祥（1949年7月—1952年7月）
2. 李光斗（1952年7月—1953年9月）
3. 何行之（1953年9月—1955年4月）
4. 朱开铨（1955年4月—1968年10月）
5. 柳滨（1972年9月—1985年5月）
6. 李迎（1985年5月—1993年2月）
7. 李修源（1993年2月—2003年1月）
8. 康为民（2003年1月—2007年12月）
9. 张忠厚（2008年1月—2016年1月）
10. 葛晓燕（2016年1月—2023年1月）
11. 傅信平（2023年1月—）

副院长

## 知名案例
- 劳荣枝上诉案

## 对应中级人民法院/铁路运输中级法院
- 江西省南昌市中级人民法院
- 江西省景德镇市中级人民法院
- 江西省萍乡市中级人民法院
- 江西省九江市中级人民法院
- 江西省新余市中级人民法院
- 江西省鹰潭市中级人民法院
- 江西省赣州市中级人民法院
- 江西省宜春市中级人民法院
- 江西省上饶市中级人民法院
- 江西省吉安市中级人民法院
- 南昌铁路运输中级法院